# Levanger Fotballklubb
Il Levanger Fotballklubb è una società calcistica norvegese con sede nella città di Levanger. Milita nella 2. divisjon, terzo livello del campionato norvegese. Gioca le partite casalinghe al Moan Fritidspark.

## Storia
Il Levanger Fotballklubb fu fondato il 20 maggio 1996. Il club nacque dalla fusione tra Nessegutten e Sverre. Nel 2010, anche lo Skogn si fuse nel Levanger. Nello stesso anno, fu scelto il Moan Fritidspark come impianto per ospitare le partite casalinghe.
Il 16 aprile 1997, il Levanger giocò la prima partita ufficiale della sua storia: si trattò infatti di un incontro di qualificazione alla Coppa di Norvegia 1997 e terminò con una sconfitta per 0-2. Pochi giorni dopo, la squadra cominciò il primo campionato, partecipando alla 3. divisjon 1997.
Al termine del campionato 1999, il Levanger conquistò la promozione nella 2. divisjon. Un anno più tardi, però, tornò nuovamente nella 3. divisjon. Conquistata immediatamente la promozione, il club si stabilì nella 2. divisjon. Nel campionato 2006, il Levanger evitò la retrocessione poiché fu la migliore 12ª classificata dei quattro gironi della 2. divisjon.

## Allenatori e presidenti
| Allenatori - 1997-1999 Jarle Råum - 2000 Edgar Sandvik - 2001 Sturla Voll - 2001-2004 Edgar Sandvik - 2005 Sturla Voll - 2006-2008 Ivar Selnæs - 2009 Tormod Bjerkeset - 2010-2012 Rúnar Páll Sigmundsson - 2013-2015 Andreas Holmberg - 2016-oggi Magnus Powell | Presidenti - 1996-1999 Harald Berg - 1999-2004 Bjørn Pedersen - 2005-2006 Bjørn Wiik - 2007 Nina Bakken Bye - 2008 Odd Thraning - 2009-2010 Bjørn Pedersen - 2011 Torbjørn Nordvoll - 2012 Per Olav Gilstad - 2013-oggi Torbjørn Storsve |

## Palmarès

### Competizioni nazionali
- 2. divisjon: 2

2014 (gruppo 2), 2023 (girone 2)

### Altri piazzamenti
- 2. divisjon:

Secondo posto: 2004 (gruppo 4)
Terzo posto: 2003 (gruppo 4), 2005 (gruppo 4), 2013 (gruppo 4)

## Organico

### Rosa
Rosa aggiornata al 15 agosto 2018.
| N. |                     | Ruolo | Calciatore          |
| -- | ------------------- | ----- | ------------------- |
| 1  | Norvegia (bandiera) | P     | Julian Faye Lund    |
| 2  | Svezia (bandiera)   | D     | Viktor Ljung        |
| 3  | Norvegia (bandiera) | D     | Tom Erik Nordberg   |
| 4  | Svezia (bandiera)   | D     | Andreas Wrele       |
| 5  | Norvegia (bandiera) | D     | Pål Aamodt          |
| 6  | Norvegia (bandiera) | D     | Martin Ove Roseth   |
| 7  | Svezia (bandiera)   | C     | Andreas Peterson    |
| 9  | Svezia (bandiera)   | A     | Ermal Hajdari       |
| 10 | Norvegia (bandiera) | A     | Jo Sondre Aas       |
| 12 | Norvegia (bandiera) | P     | Jonatan Byttingsvik |
| 13 | Norvegia (bandiera) | A     | Robert Stene        |
| 15 | Norvegia (bandiera) | C     | Håvard Lorentsen    |

| N. |                      | Ruolo | Calciatore                |
| -- | -------------------- | ----- | ------------------------- |
| 17 | Finlandia (bandiera) | D     | Hampus Holmgren           |
| 19 | Nigeria (bandiera)   | C     | Igoh Ogbu                 |
| 21 | Finlandia (bandiera) | C     | Solomon Duah              |
| 22 | Norvegia (bandiera)  | C     | Horenus Tadesse           |
| 23 | Spagna (bandiera)    | C     | Adrià Mateo López         |
| 24 | Norvegia (bandiera)  | C     | Andreas Lykke Strand      |
| 26 | Norvegia (bandiera)  | C     | Heike Lie Konradsen       |
| 27 | Norvegia (bandiera)  | A     | Andreas Hegdahl Gundersen |
| 28 | Norvegia (bandiera)  | D     | Jonathan Valberg Lein     |
| –– | Norvegia (bandiera)  | D     | Joakim Bjerkås            |
| –– | Norvegia (bandiera)  | C     | Simen Raaen Sandmæl       |
| –– | Danimarca (bandiera) | A     | Kasper Nissen             |